# Euplocamus pallidellus
Euplocamus pallidellus är en fjärilsart som beskrevs av Hugo Theodor Christoph 1887. Euplocamus pallidellus ingår i släktet Euplocamus och familjen äkta malar. Inga underarter finns listade i Catalogue of Life.